# Alice Austen
Elizabeth Alice Austen (New York, 17 maart 1866 – aldaar, 9 juni 1952) was een Amerikaanse fotografe. Volgens diverse bronnen maakte zij zo'n 7000 tot 8000 foto's. Austen was geen professionele fotografe en/of was afhankelijk van de fotografie voor haar inkomen. Als jonge Victoriaanse vrouw had zij toegang tot privé-omgevingen die voor met name mannelijke fotografen minder toegankelijk waren. 

## Biografie
Alice Austen werd geboren in Staten Island, New York. Haar vader was een Engelsman genaamd Munn, die kort na de geboorte van Alice zijn gezin in de steek liet. Haar moeder trok met Alice in bij haar ouders in het landhuis Clear Comfort en groeide op in Victoriaanse stijl. De Austens waren een welgestelde en graag geziene familie.
Austen kwam al op jonge leeftijd in aanraking met fotografie, op haar tiende liet haar Deense oom (Oswald Müller) de werking van zijn camera zien. Een zware houten camera gesteund door een driepoot. Een andere oom van Austen leerde haar het chemische proces van het ontwikkelen van de negatieven. Met zijn hulp richtte Austen op de bovenverdieping van Clear Comfort een donkere kamer in in een opbergkast. Stapsgewijs leerde ze de technieken van het fotograferen. Veel van haar jeugdwerk is niet bewaard gebleven, het eerste bekende glasplaatnegatief stamt uit 1884. Vanaf die tijd heeft Austen haar negatieven bewaard in enveloppen en registreerde ze de datum, tijd, weersomstandigheden en belichtingstijd. Door deze gegevens te bestuderen kon ze haar technieken en vaardigheden verbeteren. Haar beste werk stamt uit de tijd van 1884 tot 1900 en is te vergelijken met het werk van Frances Benjamin Johnston.
Austen nam haar zware camera overal mee naar toe. Zo maakte ze een hele serie over het straatleven van New York maar nam ze de camera ook mee op haar Europese reizen. Ze bracht ook een bezoek aan Nederland en maakte hier foto's. Een van de weinige semi-professionele opdrachten die ze kreeg was van de U.S. Public Health Service om de immigranten te fotograferen die in de federale quarantaine faciliteiten op Staten Island verbleven. De vroege foto's van de uitgebreide serie die Austen maakte werden tentoongesteld op de Pan-Amerikaanse tentoonstelling in 1901.
In 1899 leerde Austen Gertrude Tate kennen. De achtentwintigjarige Tate was kleuterleidster en een professioneel danslerares. Austen en Tate zouden veel tijd met elkaar doorbrengen een 1917 verhuisde zij naar Clear Comfort. De vriendschap tussen de twee werden door beide kanten van de families afgekeurd. Naarmate Austen ouder werd had zij minder aandacht voor het fotograferen. Haar focus verschoof onder andere naar het tuinieren en richtte ze de Staten Island Garden Club op.
In 1929 verloor Austen haar fortuin als gevolg van de beurskrach en had zij moeite om in haar eigen levensonderhoud te voorzien. In 1945 was ze gedwongen haar huis te verkopen en werden haar negatieven ondergebracht bij de Staten Island Historical Society. Gertrude Tate vond onderdak bij haar familie maar Austen was niet welkom en kwam terecht in een armenhuis. Als gevolg van een herontdekking van haar foto's en publicaties in diverse tijdschriften waren er middelen beschikbaar om Austen over te brengen naar een privé verzorgingstehuis waar zij de laatste maanden van haar leven doorbracht.
Alice Austen werd begraven in het familiegraf. De wens om naast Gertrude Tate (overleden in 1962) te worden begraven werd door beide families niet gehonoreerd.

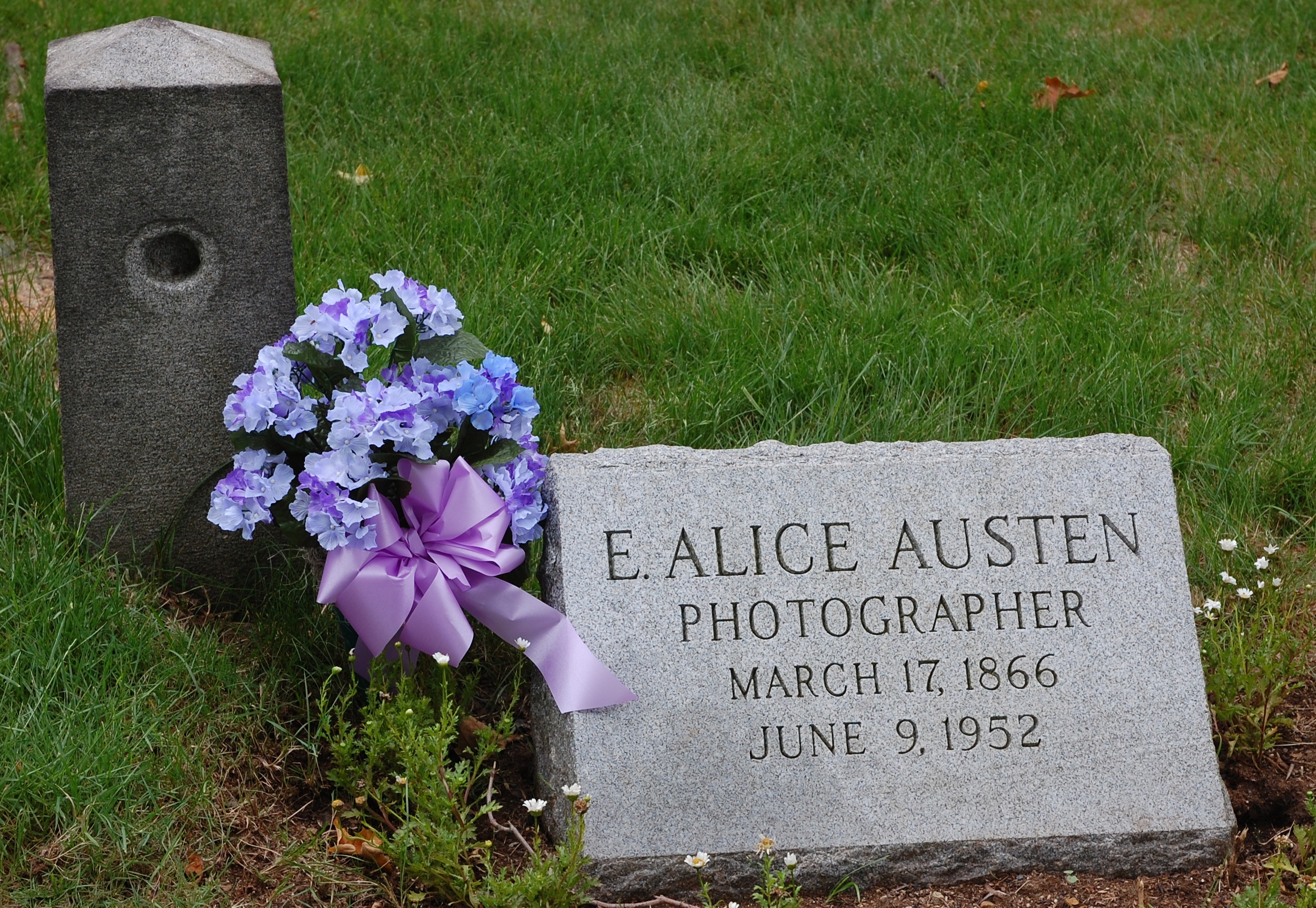
Grafsteen van Alice Austen op het Moravisch Kerkhof op Staten Island

## Erkenning
In 1951 werden de foto's van Austen 'herontdekt' door de Staten Island Historical Society en werden haar foto's gepubliceerd in onder andere Life. Deze herontdekking was het directe gevolg van de zoektocht van schrijver en journalist Oliver Jensen die op zoek was naar foto's voor zijn boek Revolt of America Women.
Ter nagedachtenis aan Alice Austen is in Clear Comfort het Alice Austen House museum ingericht. Het museum schenkt aandacht aan het leven en werk van Austen en zorgt tevens ter behoud van het monumentale pand, oorspronkelijk gebouwd rond 1700 als een eenkamerwoning in Nederlands koloniale stijl.
Latere studies, naar niet alleen haar fotografie, maar ook haar leven met Gertrude Tate maken dat terugkijkend Austen kan worden beschouwd als een pionier voor de LGBTQ gemeenschap. Sinds 2017 wordt door de National Park Service het Alice Austen House beschouwd als een officieel monument ten aanzien van de  LGBTQ geschiedenis.

## Galerij

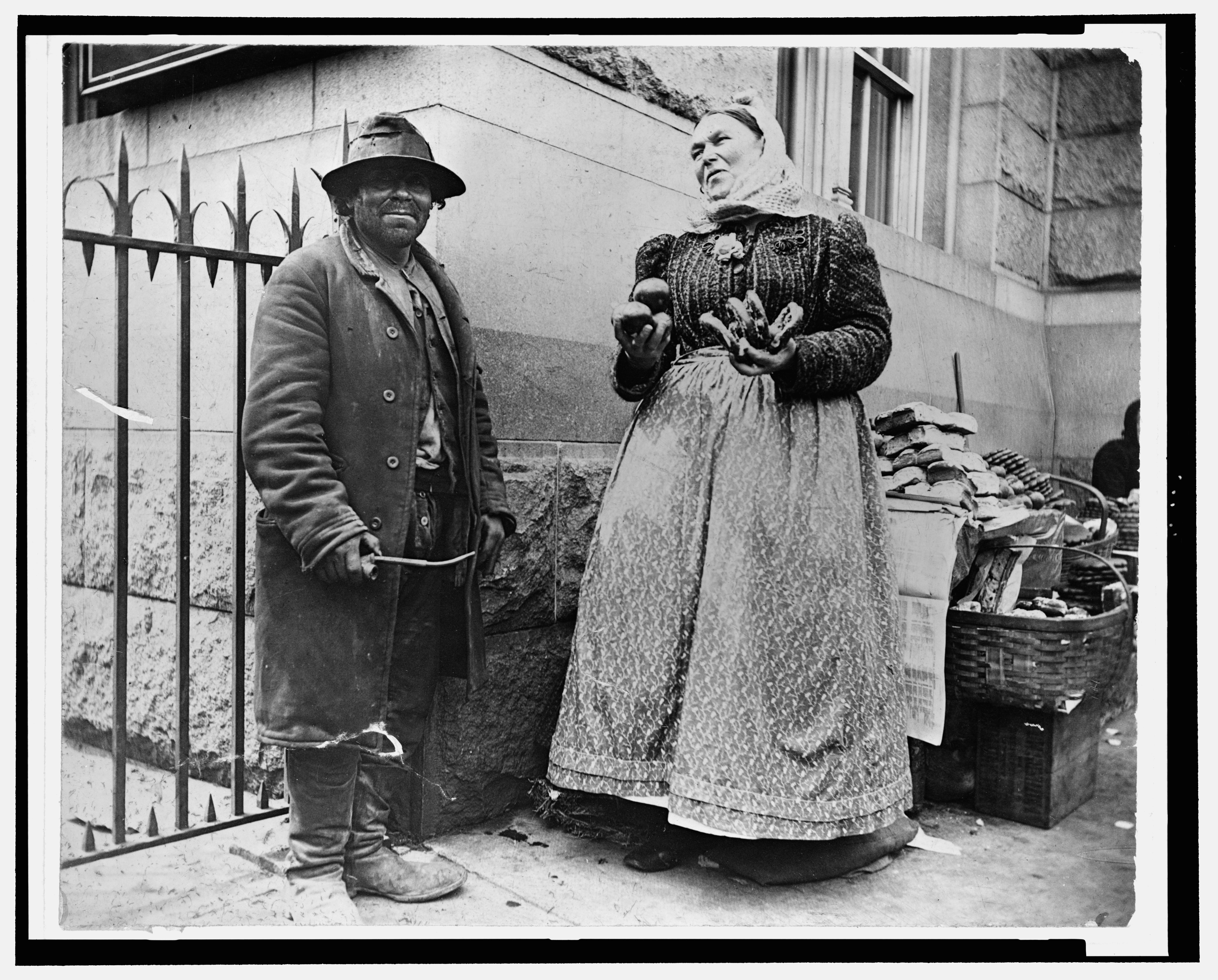
Straatfiguren in New York (1896)
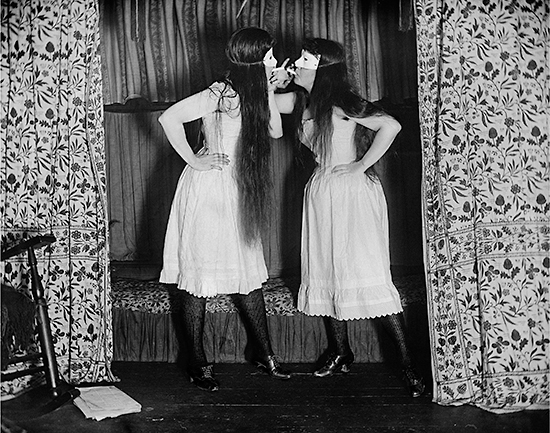
Trude & I Masked (Alice Austen samen met Gertrude Tate)
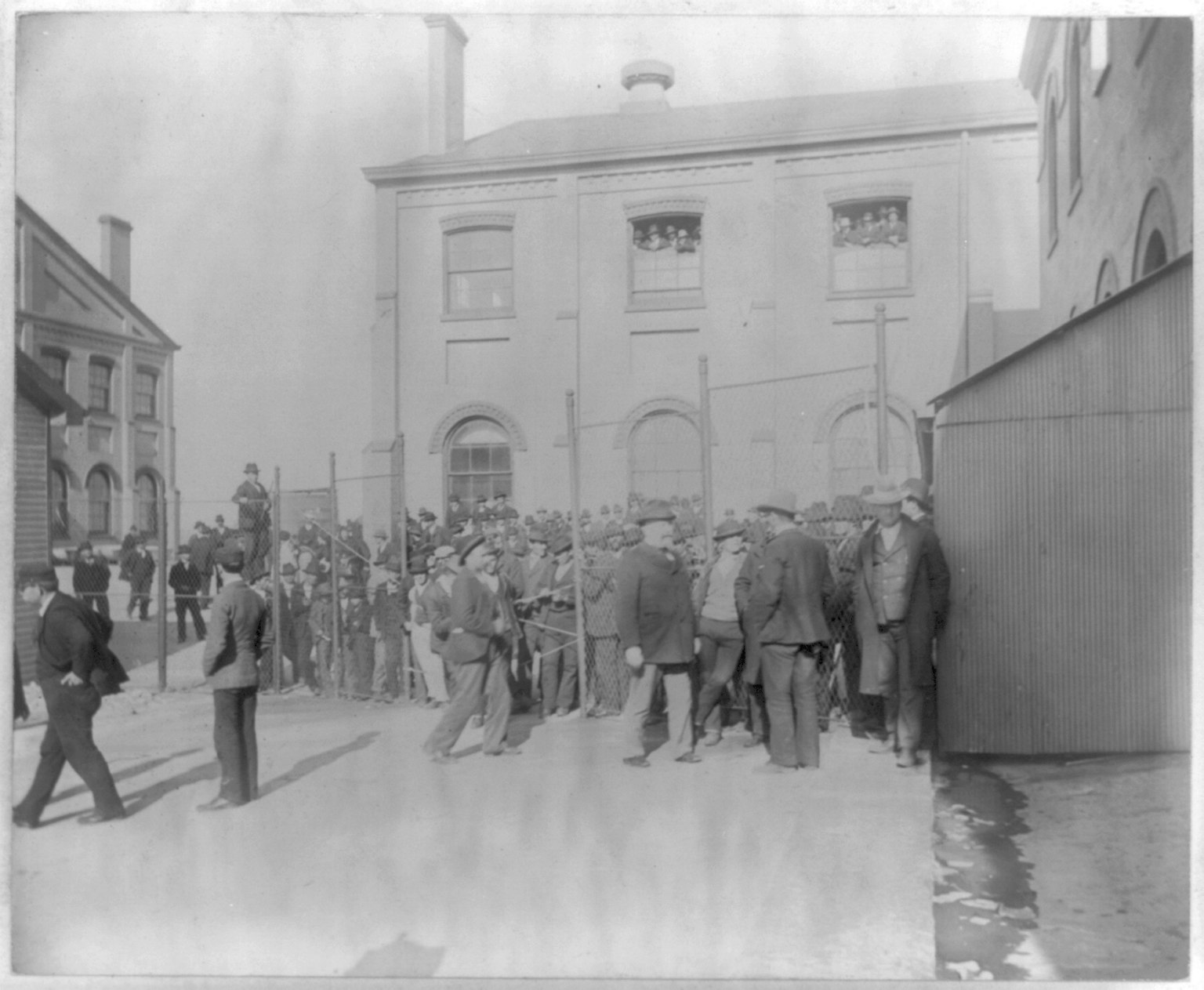
Quarantine station, Hoffman Island, NYC: immigrants behind fence(1901)

- Bibsys: 1642068491022
- Bibliothèque nationale de France: cb16707835r (data)
- Gemeinsame Normdatei: 122387015
- International Standard Name Identifier: 0000 0000 6682 5583
- Library of Congress Control Number: no96056968
- Nederlandse Thesaurus van Auteursnamen: 069351570
- PIC: 2799
- RKD-Nederlands Instituut voor Kunstgeschiedenis: 375775
- SNAC: w65b0q2d
- Système universitaire de documentation: 232862559
- Union List of Artist Names: 500009604
- Virtual International Authority File: 47642060
- WorldCat: E39PBJpDJc8CwCx97mP7BM6kDq